# Qalipu First Nation
De Qalipu First Nation (uitspraak ha-lie-boe; Mi'kmaq voor "kariboe") is een stamoverheid (band government) van het inheemse Mi'kmaqvolk in Canada. Dit First Nations-bestuur werd in 2011 door de overheid opgericht met als doel het merendeel van de Mi'kmaq op het Canadese eiland Newfoundland te groeperen. De Qalipu First Nation telt bijna 23.000 leden en heeft geen reservaatsland. Dat in tegenstelling tot de Miawpukek First Nation, het enige andere Mi'kmaq-stamverband in de provincie Newfoundland en Labrador. Sinds 2018 is de First Nation erkend als een volwaardig lid van de Assembly of First Nations.

## Bestuur
De leden van de Qalipu First Nation verkiezen een chief, twee vice-chiefs en een vertegenwoordiger uit elk van de negen Mi'kmaq-kiesdistricten. De districten bestaan uit de regio's rondom Benoits Cove, Corner Brook, de Exploits, Flat Bay, Gander Bay, Glenwood, Port au Port, Stephenville en St. George's. Het betreft regio's in het westelijke en centrale gedeelte van Newfoundland.

## Geschiedenis

### Voorgeschiedenis
Bij het begin van de Europese kolonisatie in de 16e eeuw bestond het kerngebied van de Mi'kmaq uit de Maritieme Provincies en het schiereiland Gaspésie van Quebec. Vanaf de 17e eeuw begonnen de Mi'kmaq echter ook geregeld Newfoundland, door hen Taqamkuk genoemd, te bezoeken met sloepen die ze bouwden in navolging van Europese voorbeelden. Ze gingen onder meer naar Newfoundland om er te jagen en zeer geleidelijk aan bleven er ook Mi'kmaq permanent op het eiland wonen. Ze vestigden zich voornamelijk in het westen en zuiden van Newfoundland, waar Europeanen tot een eind in de 19e eeuw slechts beperkt aanwezig waren. De enige andere indianen op het eiland, de Beothuk, waren begin 19e eeuw als volk uitgestorven.
In de loop van de 19e eeuw gebruikten de Europeanen Mi'kmaq-gidsen om onder meer ontdekkingstochten doorheen het binnenland van Newfoundland te ondernemen, evenals zelfs om post naar afgelegen plaatsen te krijgen. Een volkstelling van de Kolonie Newfoundland uit 1857 vermeldt Mi'kmaq-nederzettingen bij de St. George's Bay, in de Codroyvallei, bij de Bay d'Espoir en bij de Bay of Exploits. De aanleg van de Newfoundland Railway in 1898 zorgde geleidelijk aan voor meer Europeanen die in het binnenland op kariboe gingen jagen, waardoor de bestanden dalen en de Mi'kmaq-jacht onder druk kwam te staan. Ook de pelsenhandel ging geleidelijk aan achteruit en vanaf de jaren 1920 gingen er ook Mi'kmaq aan de slag in het houtkapsector.

### Strijd om erkenning
In 1972 werd de Native Association of Newfoundland and Labrador opgericht, die de Mi'kmaq, Innu en Inuit van de provincie verenigde. De Labradorse Innu en Inuit verlieten deze vereniging in 1975, waarop ze omgedoopt werd tot de Federation of Newfoundland Indians (FNI) en specifiek de belangen van Mi'kmaq ging behartigen. Zij kregen de steun van de provinciale overheid, hetgeen uiteindelijk leidde tot de erkenning van de Miawpukek First Nation inclusief hun reservaat aan de Conne River (Samiajij Miawpukek).
De erkenning van de andere Newfoundlandse Mi'kmaq was echter een proces van veel langere adem. Uiteindelijk werd er pas in 2006 een princiepsovereenkomst bereikt om een First Nations-band zonder reservaatsland te erkennen, hetgeen door de federale overheid geratificeerd werd in 2008. Uiteindelijk werd de Qalipu First Nation op basis hiervan officieel in het leven geroepen in het jaar 2011.
De overheid had gedacht dat het aantal leden dat zich zou aanmelden rond de 5.000 zou liggen, in lijn met het lidmaatschap van de FNI, maar er dienden maar liefst 100.000 mensen een applicatie in. Van de eerste 30.000 aanvragen, werden er 23.000 goedgekeurd, waarna het aanvraagproces voor onbepaalde termijn stilgelegd werd. In 2013 werd er daarop een nieuw akkoord gesloten tussen de FNI en Canada, waardoor uiteindelijk meer dan 80.000 aanvragen afgewezen werden. In 2017 waren er in totaal 18.044 leden, in 2018 waren het er 18.575. In 2021 werd er een nieuwe lijst gepubliceerd met uiteindelijk zo'n 24.000 personen die officieel erkend werden als stichtend lid van de Qalipu First Nation. 